# Saint-Agathon
Saint-Agathon (tiếng Breton: Sant-Eganton) là một xã của tỉnh Côtes-d’Armor, thuộc vùng Bretagne, tây bắc Pháp.

## Dân số
Người dân ở Saint-Agathon được gọi là Saint-Agathonnais.